# نیکی کوچک
نیکی کوچک (انگلیسی: Little Nicky) فیلمی در ژانر کمدی رمانتیک به کارگردانی استیون بریل است که در سال ۲۰۰۰ منتشر شد.

## خلاصه داستان
وقتی مادر یک نفر فرشته و پدرش شیطان باشد زندگی‌اش واقعاً پیچیده می‌شود.برای "نیکی" کوچولو پسر دوست داشتنی کمی اوضاع بدتر است.دو برادر شرور او از جهنم فرار کرده‌اند و به زمین آمده اند.حال پدر او بد است و نیکی وظیفه پیدا می‌کند تا پدرش و تمام انسانیت را نجات دهد...